# Euscelidia popa
Euscelidia popa är en tvåvingeart som beskrevs av Dikow 2003. Euscelidia popa ingår i släktet Euscelidia och familjen rovflugor.
Artens utbredningsområde är Myanmar. Inga underarter finns listade i Catalogue of Life.